# 퍼피레드
퍼피레드(Puppyred)는 트라이디 커뮤니케이션에서 2003년 11월부터 2016년 8월 19일까지 서비스를 했었던 3D 육성 커뮤니티 게임으로 후속작은 퍼피레드M이다.